# МСХ Арена
«МСХ Арена» (дат. MCH Arena) — футбольный стадион в Хернинге (Дания), домашняя арена футбольного клуба «Мидтьюлланн». Неофициальное название стадиона — «Зидан Арена», данное болельщиками в честь Мохаммеда Зидана, забившего 9 голов в первых трёх матчах на стадионе.
Строительство стадиона началось 2 апреля 2003 года и обошлось в 93,5 миллиона датских крон. Открытие арены состоялось 27 марта 2004 года матчем Мидтьюлланна против клуба Akademisk Boldklub (6:0). До 2009 года в честь спонсора (Скандинавские авиалинии) стадион носил название SAS Арена.
На арене проходили матчи чемпионата Европы U-21 2011 года. Во время проведения этого турнира арена называлась Хернинг Стадион.